# 小道邊 (科羅拉多州)
小道邊（英語：Trail Side）是位於美國科羅拉多州摩根縣的一個人口普查指定地區。

## 地理
小道邊的座標為40°14′57″N 103°50′36″W / 40.24917°N 103.84333°W，而該地最高點為海拔高度1378米（即4520英尺）。

## 人口
根據2010年美國人口普查的數據，小道邊的面積為5.00平方千米，當中陸地面積為5.00平方千米，而水域面積為5.00平方千米。當地共有人口59人，而人口密度為每平方千米11人。